# Ивана Трамп
Ивана Трамп (рођена као Ivana Marie Zelníčková; Злин, 20. фебруар 1949 — Њујорк, 14. јул 2022) била је америчко-чешка пословна жена и бивша манекенка, најпознатија као прва супруга Доналда Трампа.
Рођена је у Чехословачкој под комунистичком влашћу. У детињству се бавила скијањем, те је неко време студирала на Прашком универзитету. 1971. године се удала за агента за продају некретнина Алфред Винклмајра, а 1973. године емигрирала у Канаду. Од првог мужа се развела 1976. године, а након што је упознала Трампа у Њујорку, за њега се венчала 1977. године. Брачни пар Трамп је брзо постао један од најпознатијих у њујоршком отменом друштву. Ивана је Доналду родила троје деце - Доналда Џуниора (1977), Иванку (1981) и Ерика (1984). Када је крајем 1990. откривено како Доналд одржава ванбрачну везу са глумицом Марлом Мејплс, покренула је спектакуларну бракоразводну парницу која је окончана судском нагодбом 1992. године. Након ње је Ивана остала са бившим мужем у добрим односима, те је, између осталог, 2016. године јавно подржала његову кандидатуру за америчког председника.
Умрла је 14. јула 2022. године у Њујорку.